# Max von Oppenheim
Max Freiherr (baron) von Oppenheim (15 juillet 1860 - 15 novembre 1946) est un archéologue, orientaliste, mécène et espion allemand, qui fut avec Wilhelm Wassmuss (en) l'un des « Lawrence d'Arabie allemands ».

## Jeunesse
Max, fils d'Albert von Oppenheim (de) (un descendant du banquier Salomon Oppenheim) naît à Cologne. Il entreprend en 1879 des études de droit à l'université de Strasbourg, alors en Reichsgebiet (« terre d'Empire »). Après avoir obtenu sa licence en droit, il devient en 1883, docteur en droit à Göttingen.

## Diplomate
Max von Oppenheim voyage en Afrique, apprend l'arabe au Caire : il est destiné aux plus hauts postes de la diplomatie. En 1910 (à cinquante ans), il est nommé ministerresident à l'ambassade allemande du Caire, où il a déjà occupé le poste d'attaché pendant quatre ans.

## Archéologue

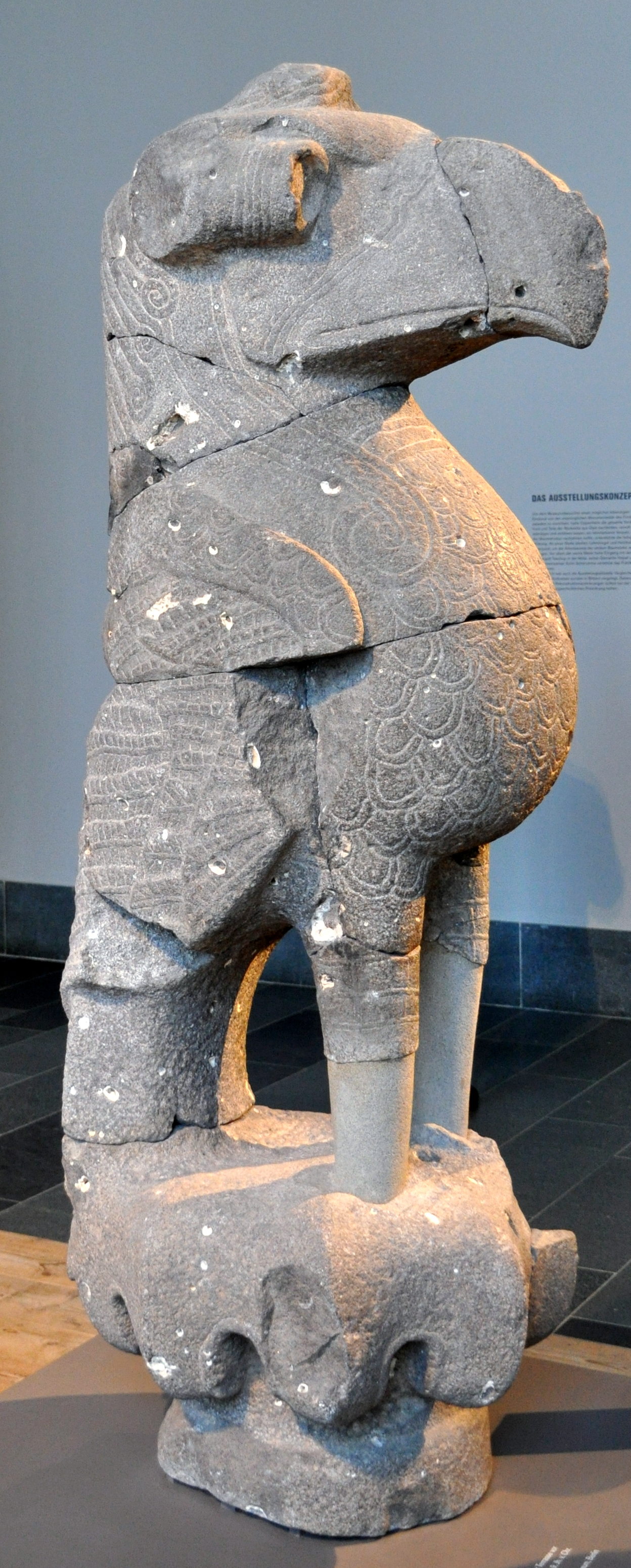
Reconstruction d'une statue d'oiseau trouvée à Tell Halaf (184 x 70 x 70 cm).

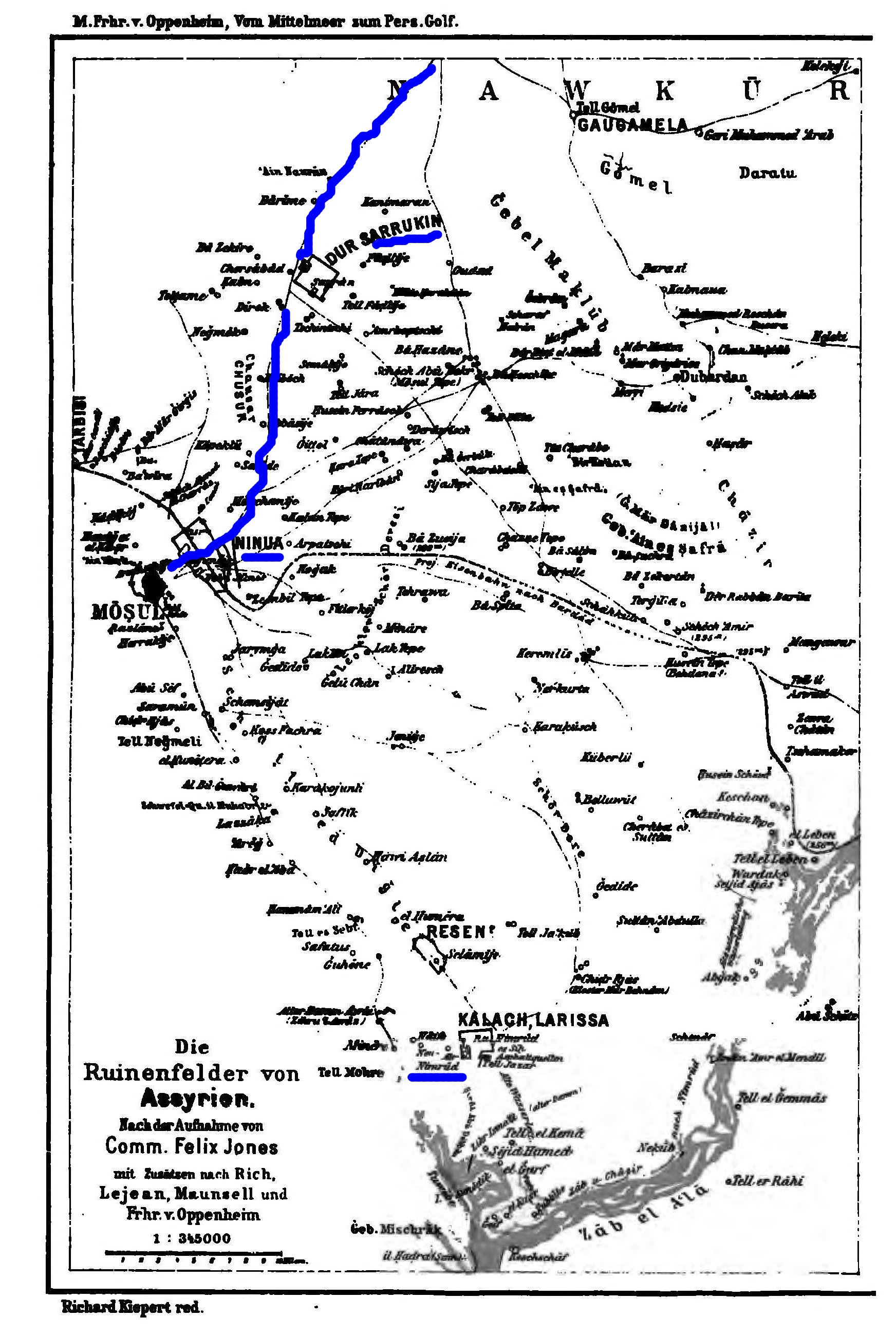
Les Sites archéologiques assyriens, document publié en 1900 par Verlag Dietrich Reimer, Berlin et dû à la collaboration de Mrs Jones, Lejean, et von Oppenheim. On note en bas à gauche le fleuve Tigre, Mossoul avec Ninive à proximité immédiate, et Gaugamèles placé à la limite supérieure droite (nord-est) de la carte.

En novembre 1899, von Oppenheim, qui surveille dans la vallée de la Khabur (au nord-est de la Syrie) le chantier du chemin de fer Berlin-Bagdad, commence à prospecter sur le site de Tell Halaf et découvre la ville de Guzana. Grâce à sa fortune familiale, il finance personnellement ses campagnes de fouilles à Tell Halaf en 1911-1913, puis en 1923. Il recrute de nombreux indigènes pour participer aux travaux d'excavation
En 1911, Oppenheim découvre en particulier, sous les ruines du site de Bit-Hilani, le palais de Kapara (en) de Guzana, le roi d'un petit royaume araméen. Les fouilles permettent de mettre au jour des architectures monumentales, des sculptures massives et des orthostates ornés de bas-reliefs frustes et vigoureux.

## Première Guerre mondiale

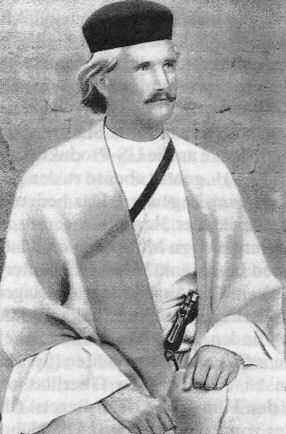
Wilhelm Wassmuss, surnommé « le T. E. Lawrence allemand » : grand, blond, fez en tête et burnous blanc entrouvert laissant voir son Mauser C96, « le pistolet des aventuriers ».

Max von Oppenheim est directeur du service de renseignements allemand couvrant l'Orient (NfO, Nachrichtenstelle für den Orient), dépendant du ministère allemand des Affaires étrangères. Il fomente des rébellions dans l'empire britannique et dans les pays faisant partie du domaine d'influence de la Grande-Bretagne. Il soutient qu'il est possible d'utiliser le djihad islamique au profit de l'Allemagne et de son allié turc,.
Au Moyen-Orient, l'Empire allemand applique les clauses de l'alliance germano-ottomane signée en 1914 et aide l'Empire ottoman dans sa lutte contre la  Révolte arabe.
En ce qui concerne l'Inde, l'Allemagne soutient ouvertement le Comité de Berlin pour l'indépendance de l'Inde. Le NfO soutient des organisations révolutionnaires (Jugantar (en), Ghadar party (en)) et des activistes musulmans comme Maulavi Barkatullah (en) ; d'une façon générale il entretient la conspiration indo-allemande. De concert avec les alliés austro-hongrois et turcs, il met en place une mission qui, partant de Bagdad, aurait eu pour tâche de traverser la Perse, puis de former une coalition de tribus rebelles autour de l'émir de l'Afghanistan pour attaquer l'empire britannique des Indes ; ce projet fut finalement abandonné.
En Égypte, le NfO collabore étroitement avec Abbas II Hilmi, le khédive déposé par les Britanniques.
Les collaborateurs d'Oppenheim au NfO sont (entre autres) Franz von Papen (qui sera ultérieurement chancelier de la République de Weimar), et Wilhelm Wassmuss (en) surnommé « le Lawrence allemand ».

## Entre-deux-guerres
Oppenheim  possédait une importante collection archéologique, comprenant quelques-uns des plus intéressants bas-reliefs et statues néo-hittites connus. Ne parvenant pas à vendre sa collection au Staatliche Museen zu Berlin, Oppenheim ouvre un musée privé à Berlin, dans une ancienne fonderie du quartier de Charlottenburg. Avec l'appui du sculpteur russe Igor von Jakimov, il y reproduit l'entrée du palais occidental de Tell Halaf, une cité araméenne du Xe siècle av. J.-C. Son Tell Halaf Museum ouvre le 15 juillet 1930,.
Entre les deux guerres, Oppenheim reprend ses campagnes de fouilles en Orient, mais il est considérablement gêné par le mandat français en Syrie.

## Seconde Guerre mondiale
En 1939, quand survient la Seconde Guerre mondiale, il doit abandonner ses travaux et revenir en Allemagne. À Berlin, les précieux spécimens halafiens d'Oppenheim ne sont pas mis en sûreté, et le 23 novembre 1943 son musée est totalement détruit par les bombardements britanniques. Le musée brûle complètement, toutes les pièces en bois et en calcaire sont détruites. Celles en basalte ont été exposées à un choc thermique lors de tentatives de lutte contre l'incendie et sont gravement endommagées. De nombreuses statues et bas-reliefs éclatent en dizaines de pièces. Bien que le musée ait pris soin des restes, des mois se sont écoulés avant que toutes les pièces n'aient été récupérées et elles sont encore endommagées par le gel de l'hiver 1943 et la chaleur de l'été suivant.
Un bombardement en 1943 a également détruit son appartement à Berlin et avec lui une grande partie de sa bibliothèque et de sa collection d'art. Il a ensuite déménagé à Dresde, où il a vécu les bombes incendiaires de février 1945. Ayant perdu pratiquement tous ses biens, il a déménagé au Château d'Ammerland (de), près du lac de Starnberg, en Bavière, où il est resté avec sa sœur.
Max von Oppenheim, « le dernier grand explorateur-archéologue-amateur du Proche-Orient » est mort à Landshut en 1946, à l'âge de 86 ans.

## Restes des trouvailles
Les sculptures de Tell Halaf ont été considérées comme détruites ou perdues pendant longtemps après la Seconde Guerre mondiale. Après la réunification de l'Allemagne, on retrouve par hasard en 1990 dans un dépôt du musée de Pergame à Berlin de nombreux fragments (environ 27 000)  de la collection d'Oppenheim, qui bénéficie d'un regroupement et d'une restauration au musée (Pergamonmuseum) : à partir des milliers de fragments qui ont dû être triés et identifiés, une trentaine de statues ont été patiemment reconstituées, la nature du matériau (basalte) permettant de les coller assez facilement. Fin janvier 2011, Les Dieux sauvés du palais de Tell Halaf (de) ont été présentés lors d'une exposition spéciale au musée de Pergame.

## Œuvres
(Liste incomplète)
- Vom Mittelmeer zum persischen Golf durch den Haurän, die syrische Wüste und Mesopotamien, 2 vols., 1899
- Rabeh und Tschadseegebiet, 1902
- Max von Oppenheim, Der Tell Halaf und die verschleierte Göttin. Leipzig: Hinrichs  1908.
- Max von Oppenheim, Die Revolutionierung der islamischen Gebiete unserer Feinde. 1914.
- Max von Oppenheim, Der Tell Halaf: Eine neue Kultur im ältesten Mesopotamien. F.A. Brockhaus, Leipzig 1931 ( & de Gruyter, Berlin 1966.)
- Tell Halaf I, 1943 (avec  Hubert Schmidt)
- Tell Halaf II, 1950 (avec  R. Naumann)